# Немачка подморница У-557
Подморница У-557 је била Немачка подморница типа VIIC и коришћена је у Другом светском рату. Подморница је изграђена 13. фебруара 1941. године и служила је у 1. подморничкој флотили (обука), 1. подморничкој флотили (1. мај 1941 — 4. децембар 1941), и у 29. подморничкој флотили (5. децембар 1941 — 16. децембар 1941).

## Служба
Подморница У-557, полази на своје прво патролирање 13. маја 1941. године, из базе Кил.
У 20:43 сати, 29. маја 1941. године, британски трговачки брод  (заповедник Џорџ Вилбурн), који је превозио 6.494 тона жита и 2.983 тона брашна, а одлутао је од конвоја HX-128, погођен је једним торпедом испаљеног са подморнице У-557, и тоне јужно од Кеип Фервела. Три члана посаде је погинуло. Заповедник, 35 члана посаде и 4 стражара сакупља норвешки трговачки брод Marita и искрцава их у Сен Џонсу, Њуфаундленд, 4. јуна. 
Након 59 дана проведених на мору, У-557 упловљава 10. јула 1941. године у базу Лорјан, Француска. По завршеној попуни и једној краћој тродневној патроли, она напушта базу Лоријан 20. августа 1941. године, и одлази на своје друго дуже патролирање.
Између, 01:25 и 01:43 сати, 27. августа, подморница У-557 испаљује четири торпеда ка конвоју OS-4, западно од Ирске, и извештава о три потопљена и једном оштећеном броду, који је био погођен торпедом, које је промашило намераван циљ. У стварности, само два брода - Segundo и Saugor, су била погођена и потопљена.
Укпно је 52 члана посаде и 7 старжара са британског трговачког брода Saugor (заповедник Џеимс Артур Еткин Стил) било изгубљено. Заповедника и још 22 човека, сакупља британски спасилачки брод  (заповедник Кеит Вилијамсон) и искрцава их у Гриноку следећег дана. Међу потопљеним теретом се налазило и 28 авиона.
Норвешки трговачки брод  (заповедник Карстен Б. Вилхелмсен) је био погођен торпедом са леве стране у пределу 2. товарног одељења и тоне након седам минута. Посада зауставља машина и напуста брод на десном чамцу за спасавање и левом моторном чамцу, а појединци скачу са палубе у море. Након приближно 30 минута, британски слуп Lulworth сакупља двојицу преживелих људи са сплава, затим 23 људи на чамцима, а након неколико сати још двојицу који су се држали за ражличите крхотине. Заповедник, пет члана посаде и једна жена су изгубљени.
У 02.05 сати, 27. августа, британски трговачки брод  (заповедник Џеим Синкук Бастиан) из конвоја OS-4 је торпедован од подморнице У-557, западно од острва Ахил, и виђен је како лута без циљно следећег дана, Заповедник, 25 члана посаде и 6 стражара је изгубљено, а 20 члана посаде и једног стражара сакупља француски миноловац Chevreuil, који их искрцава у Кингстону, Јамајка.
Истог дана, у 04:26 сати, британски трговачки брод  (заповедник Едвард Киди) из конвоја OS-4, је торпедован и потопљен од подморнице У-557, на око 100 наутичких миља од острва Ахил. Заповедник, 32 члана посаде и шест стражара је погинуло, а са бродом је отишло на дно и 8.540 тона различите робе, укључујући већи број камиона и авиона. Три члана посаде, спасава након четири дана канадски разарач Assiniboine и искрцава их у Гриноку.
Подморница У-557 упловљава у базу Лоријан 19. септембра 1941. године. Након већег ремонта и попуне, она напушта 19. новембра Лоријан, и одлази у нову патролу.
У 20:33 сати, 2. децембра 1941. године, норвешки трговачки брод  (заповедник Халдан Тендер) је торпедован од подморнице У-557, у близини Шпаније. Он брзо тоне заједно са својим теретом од 5.900 тона гвоздене руде, а посада скаче у море. Заповедник, 10 норвежана, 1 естонац, 1 британац и 1 канађанин су погинули. Преостала 22 члана посаде се након потонућа брода укрцава на два сплава, који су се сами откачили са брода, и на њима долазе до обале код Естепона.
Савезнички конзулати су спровели истрагу у вези овог случаја, пошто је било очигледно да је немачка подморница напала брод у неутралним територијалним водам Шпаније. Пет дана касније подморница У-557 упловљава у базу Месина. Свега два дана касније, она испловљава на своје ново патролирање, овог пута по Средоземном мору.
Дана, 15. децембра 1941. године, британска лака крстарица Galatea је потопљена од подморнице У-557, са три торпеда, на око 35 наутичких миља западно од Александрије, кад се крстарица враћала у ову луку, заједно са другим крстаричким снагама које су учествовале у лов на италијански конвој. Командант брода, 22 официра и 447 морнара је погинуло. Преостала 144 бродоломника спашавају британски разарачи Griffin и Hotspur.
Дан раније, 14. децембра, италијанска подморница Dagabur је испалила салву торпеда на споменуте крстаричке снаге, и пријављује две детонације, након 1. минута и 45 секунди. Није потврђено да је у овом нападу британска лака крстарица Galatea претрпела било какво оштећење.
Након потапања лаке крстарице Galatea у близини Египатске обале, подморница У-557 узима курс ка бази Саламис.
У 18:06 сати, 16. децембра 1941. године, подморница У-557 шаље један кратак радио извештај, где обавештава да ће за отприлике 18 сати да стигне у базу. У 18:00 сати, истог дана, италијански торпиљер Orione напуста Критску базу у заливу Суда. Командант брода није био обавештен да се у области Крита налази немачка подморница, и није добио никакву информацију у вези овог, током своје патроле. 
Чим је италијански командант уочио подморницу У-557 у 21:44 сати, он наређује да се брод директно залети у њу, и изведе „удар овна“, у оно, зашта је он веровао да се ради о британској подморници. Подморница У-557 тоне одмах са комплетном посадом, док се лако оштећени италијански торпиљер враћа у своју базу.

## Команданти
- Отокар Арнолд Паулзен (13. фебруар 1941. - † 16. децембар 1941)

## Бродови
| Име брода | Држава               | Тежина     | Година изградње | Датум напада       | Напомена |
|           | Уједињено Краљевство | 7.290 тона | 1941.           | 29. мај 1941.      | Потопљен |
|           | Уједињено Краљевство | 4.954 тона | 1935.           | 27. август 1941.   | Потопљен |
|           | Уједињено Краљевство | 6.303 тона | 1928.           | 27. август 1941.   | Потопљен |
|           | Норвешка             | 4.414 тона | 1925.           | 27. август 1941.   | Потопљен |
|           | Уједињено Краљевство | 4.736 тона | 1928.           | 27. август 1941.   | Потопљен |
|           | Норвешка             | 4.032 тона | 1914.           | 2. октобар 1941.   | Потопљен |
|           | Уједињено Краљевство | 5.220 тона | 1935.           | 15. децембар 1941. | Потопљен |
| --------- | -------------------- | ---------- | --------------- | ------------------ | -------- |